# Salute-EU
Salute-EU (in inglese Health-EU) è un sito web dell'Unione europea, parte del portale Europa, che offre la consultazione online gratuita di informazioni relative alla salute e alle attività svolte in campo sanitario.
Disponibile nelle lingue degli Stati membri, il portale è gestito da un apposito comitato editoriale costituito dalla Commissione europea.